# یواس‌اس نوگا (وای‌تی‌بی-۲۶۳)
یواس‌اس نوگا (وای‌تی‌بی-۲۶۳) (به انگلیسی: USS Neoga (YTB-263)) یک کشتی بود که طول آن ۱۱۰ فوت ۰ اینچ (۳۳٫۵۳ متر) بود. این کشتی در سال ۱۹۴۴ ساخته شد.